# Faux-Mazuras
Faux-Mazuras település Franciaországban, Creuse megyében. Lakosainak száma 189 fő (2022. január 1.). Faux-Mazuras Bourganeuf, Mansat-la-Courrière, Soubrebost, Saint-Junien-la-Bregère és Saint-Pardoux-Morterolles községekkel határos.

## Népesség
A település népességének változása:
| Lakosok száma | 216  | 179  | 169  | 166  | 174  | 177  | 182  | 189  | 189  | 189  |
|               | 1968 | 1982 | 1990 | 2006 | 2013 | 2015 | 2017 | 2019 | 2020 | 2022 |